# Jacquemontia guyanensis
Jacquemontia guyanensis är en vindeväxtart som först beskrevs av Jean Baptiste Christophe Fusée Aublet, och fick sitt nu gällande namn av Carl Daniel Friedrich Meisner. Jacquemontia guyanensis ingår i släktet Jacquemontia och familjen vindeväxter. Inga underarter finns listade i Catalogue of Life.